# Caio Prado Júnior
Caio Prado Júnior (* 11. Februar 1907 in São Paulo; † 23. November 1990 ebenda) war ein brasilianischer Historiker, Geograph, Schriftsteller und Politiker (PC do B und PCB).
Prado Júnior gilt als einer der Begründer marxistischer Geschichtsschreibung in Brasilien. Er war Professor der Universidade de São Paulo und gründete 1934 mit Pierre Deffontaines, Luís Flores de Morais Rego und Rubens Borba de Morais die Vereinigung Brasilianischer Geographen (AGB). Er war Herausgeber des Abendblattes A Plateia; 1943 gründete er, zusammen mit Arthur Neves und Monteiro Lobato, das Verlagshaus Editora Brasiliense, in welchem er von 1956 bis 1964 die Zeitschrift Revista Brasiliense herausgab. 1945 wurde Prado Júnior für den Partido Comunista Brasileiro ins brasilianische Parlament gewählt. In den 1950er Jahren befasste er sich theoretisch mit Dialektik und veröffentlichte A Dialética do Conhecimento (1952) sowie Notas Introdutórias à Lógica Dialética (1959). Während der Militärdiktatur wurde er politisch verfolgt. 1966 wurde ihm für sein diktaturkritisches Buch A revolução brasileira der Prêmio Juca Pato verliehen.